# Sido Rejo (Keluang)
Sido Rejo is een bestuurslaag in het regentschap Musi Banyuasin van de provincie Zuid-Sumatra, Indonesië. Sido Rejo telt 1251 inwoners (volkstelling 2010).